# Robert Verdonk
Robert Verdonk (* 31. August 1943) ist ein belgischer Romanist, Hispanist und Linguist.

## Leben und Werk
Verdonk studierte Philologie und Jura an der Universität Gent. Er bestand 1968 das Staatsexamen und wurde 1970 in Rechtswissenschaft promoviert. 1976 wurde er an der Katholischen Universität Löwen in Romanischer Philologie promoviert und besetzte von 1978 bis 2008 einen Lehrstuhl für Romanistische Linguistik an der Universität Antwerpen. Gleichzeitig war er von 1986 bis 2007 in Teilzeit Inhaber des Lehrstuhls für Spanische Linguistik an der Katholischen Universität Löwen. 1990 gründete er in Antwerpen das Interfakultative Zentrum für Mexikostudien. 1995 wurde er auf den Lehrstuhl für Spanische Studien der Stiftung Duques de Soria in Soria berufen. Seit ihrer Gründung 1987 gehörte er (bis 2009) dem Leitungsgremium des Vereins für Spanische Sprachgeschichte (Asociación de historia de la lengua española) an.

## Werke (Auswahl)
- Contribución al estudio de la lexicografía española en Flandes en el siglo XVII (1599–1705). In: Boletín de la Real Academia Española 59, 217, 1979, S. 289–370.
- La lengua española en Flandes en el siglo XVII. Contribución al estudio de las interferencias léxicas y de su proyección en el español general. Insula, Madrid 1980. (Vorwort von Alonso Zamora Vicente)
- (mit Josse de Kock und Carmen Gomez Molina) Gramática española, enseñanza e investigación. Universidad de Salamanca, Salamanca 1991–1992.
- (Hrsg. mit Werner Thomas) Encuentros en Flandes. Relaciones e intercambios hispanoflamencos a inicios de la Edad Moderna. Leuven University Press, Löwen 2000.
- (Hrsg. mit María Jesús Mancho Duque) Aspectos de la neología en el Siglo de Oro. Lengua general y lenguajes especializados. Rodopi, Amsterdam und New York 2010.